# Маја Бошковић-Стули
Маја Бошковић-Стули (Осијек, 9. новембар 1922 — Загреб, 14. август 2012) била је југословенска и хрватска историчарка, списатељица и академик.

## Биографија
Маја Бошковић-Стули је рођена у Осијеку 9. новембар 1922. у јеврејској породици Драгутина и Иванке Бошковић. Године 1923. се са породицом преселила у Загреб. Маја је основну и средњу школу (3. женска гимназија) похађала у Загребу. Чланица Савеза комунистичке омладине Југославије (СКОЈ) постала је током гимназијског школовања и била је једна од најактивнијих у напредном омладинском покрету. Била је члан Средњошколског актива. Године 1941. је након матуре морала да прекине школовање због расних прогона Независне Државе Хрватске (НДХ). Мајина сестра Магда је ухваћена одмах по оснивању НДХ и убијена у пролећe 1942 године. Остале чланове породице су исте године усташке власти затвориле у Осијеку, али су након интервенције успели да пребегну на италијански територију. Мајин отац се склонио у Цриквеницу. Маја је с мајком, дедом и тетком пошла у Дубровник где су их италијански окупатори прво интернирали на острву Лопуду, а потом пребацили у концентрациони логор Раб, где јој је умро деда. У логору је Маја суделовала у илегалном отпору, а након капитулације Италије и затварања логора укључила се у Народноослободилачку борбу (НОБ). У Холокаусту је изгубила целу породицу.
Након рата започела је студије славистике у Загребу, наставила их у Казану и Лењинграду, а након Резолуције Информбироа враћена је с осталим југословенским студентима из Совјетског Савеза у Београд, где је дипломирала 1950. године. У Југословенској академији знаности и умјетности (ЈАЗУ) запослила се 1951. године, а од 1952. до пензионисања, 1979. године, радила је у Институту за народну уметност. Докторирала је 1961. године у Загребу с темом предаје о Миди, владару козјих (или јарећих) ушију. Од 1963. до 1973. године била је директор Института и главна уредница научног часописа Народна уметност. Од 1980. године била је сарадница ЈАЗУ-а, а 2000. године изабрана је за редовног члана. Била је почасна чланица међународног научног удружења Folklore Fellows Финске академије наука, као и Етнографског друштва при Чехословачкој академији наука. За научни рад је добила две награде СР Хрватске: годишњу (1975) и за животно дело (1990), као две међународне: „Хердерову” (Беч, 1991) и „Г. Питре – С. Саломон-Марино” (Палермо, 1992). Примила је и награду „Антун Барак” Славистичког комитета Хрватског филолошког друштва (1999). За личне заслуге промовисања науке у Хрватској и свету посмртно је 2012. године одликована редом Данице хрватске с ликом Руђера Бошковића. Била је међу оснивачима међународног удружења за истраживање прича (енгл. International Society for Folk Narrative Research), у уредништву угледног међународног часописа Фабула, као и стална сарадница Enzyklopädie des Märchens. Објавила је више од двадесет књига (од којих су неке доживеле и поновљена издања), као и преко 250 студија у домаћим и међународним научним часописима.
Фолклористичка каријера Маје Бошковић-Стули почела је темељитим теренским истраживањима приповедања раних педесетих година у Истри, а потом, углавном у шездесетим годинама, и у осталим хрватским крајевима: околини Дарувара и Пакраца, на Банији, у околини Шибеника и Дрниша, Конавала, Дубровачког приморја, Ријеке и Жупе дубровачке, Шипана и Ластова, Пељешца и Неретве, Хвара и Брача, Сињске крајине, околине Ђакова, Хрвата у Словачкој. Усменокњижевну грађу скупљала је најпре записујући, а потом снимајући магнетофонски. Резултат су 34 рукописне збирке и 59 магнетофонских трака записа аутентична приповедања из готово читаве Хрватске. Забележила је 2.433 приче, 1.253 песме, 89 пословица и изрека и неколико описа обичаја. Важан је и њен лексикографски рад, посебно као уреднице у Хрватској књижевној енциклопедији. Упркос породичној и личној ратној трагедији, послератна политичка збивања у Југославији је пратила с нарочитим занимањем, али није у њима суделовала. Маја је с тугом коментарисала судбину маспока из 1971. године. Била је страсно предана свом раду, искључиво научним аргументима бранила је усменокњижевну грађу прикупљену у Хрватској као неодвојив корпус хрватске културе и хрватског језика. Хрватској је усменој књижевности несумњиво прва дала књижевнонаучни оквир и одређење. Премда њена расуђивања углавном произлазе из хрватске грађе, поштујући у тумачењу релевантне светске теоријске научне досеге, оне нису само локалне, хрватске, већ су равноправним делом светске науке.
Године 2005. Маја Бошковић-Стули била је проглашена за једну од 35 најважнијих жена у историји Хрватске. Преминула је у Загребу у 90-ој години живота, 14. августа 2012. године. Сахрањена је 21. августа исте године на загребачком гробљу Мирогој.

## Дела
- Истарске народне приче, Загреб 1959.
- Народне приповијетке ("Пет стољећа хрватске књижевности"), Загреб 1963.
- Народне епске пјесме, књ. 2 ("Пет стољeћа хрватске књижевности"), Загреб 1964.
- Народна предаја о владаревој тајни, Загреб 1967.
- Усмена књижевност ("Повијест хрватске књижевности" 1, пп. 7–353), Загреб 1978.
- Усмена књижевност некад и данас, Београд 1983.
- Усмено пјесниство у обзорју књижевности, Загреб 1984.
- Закопано злато. Хрватске усмене приповијетке, предаје и легенде из Истре, Пула – Ријека 1986.
- У краља од Норина. Приче, пјесме, загонетке и пословице с Неретве, Метковић – Опузен 1987.
- Пјесме, приче, фантастика, Загреб 1991.
- Жито посред мора. Усмене приче из Далмације, Сплит 1993.
- Приче и причање: стољeћа усмене хрватске прозе, Загреб 1997.
- Усмене приповијетке и предаје ("Стољeћа хрватске књижевности"), Загреб 1997.
- О усменој традицији и о животу, Загреб 1999.